# Ekova
Ekova est un groupe français de musiques du monde, actif entre 1998 et 2008. 

## Histoire
Durant son existence, le groupe est composé de la chanteuse et violoncelliste américaine Dierdre Dubois, du percussionniste et clarinettiste iranien Arash Khalatbari et du joueur de luth oriental (oud), l'algérien Mehdi Haddab. Ils ont accompagné le groupe The Cure lors de leur tournée française en 2000. Ekova a composé avec Lofofora sur leur album Peuh ! le morceau Shiva Skunk Special Ekova Flavour. On peut aussi retrouver la participation d'Ekova sur l'album Le Sommeil du Monstre, album musical fait en collaboration avec Enki Bilal pour accompagner son album dessiné homonyme.
Le groupe participe en 2001 au World Music Festiv'Alpe de Château-d'Œx, dans le canton de Vaud, en Suisse romande.
Leur style musical est classé dans le genre des musiques du monde. Les influences sont à la fois moyen-orientales, maghrébines et celtiques. Les instruments pratiqués sont : oud, guembri, violoncelle, kalimba, clarinette, programmation electro. Ekova est bien accueilli par les critiques musicaux, qui l'ont décrit comme « un groupe qui étend les frontières de la musique du monde à de nouveaux périmètres », qualifiant sa production musicale de « musique folklorique d'un futur techno-global ».

## Autres projets
En 2005, Dierdre Dubois sort un premier album solo intitulé One (Six Degrees) qu'elle a écrit et produit. Le musicien d'origine tunisienne Jean-Pierre Smadja et le oudiste algérien du groupe Ekova, Mehdi Haddab, décident de rapprocher leurs deux luths donnant ainsi naissance au duo DuOud.

## Discographie
- 1998 : Heaven's Dust
- 1999 : Soft Breeze and Tsunami Breaks[5]
- 2001 : Space Lullabies and Other Fantasmagore